# Ivar Ballangrud
Ivar Eriksen Ballangrud (Lunner, 7 maart 1904 – Trondheim, 1 juni 1969) was een Noorse langebaanschaatser.
Vijftien jaar lang, van 1924 tot 1939, was Ballangrud een van de beste schaatsers ter wereld. Hij werd geboren in Lunner in de regio Hadeland van de provincie Oppland. Hij was een lid van het beroemde "Hadeland trio", bestaande uit Hans Engnestangen, Michael Staksrud en Ballangrud.
Hij nam dertien keer deel aan het Wereldkampioenschap allround, negen keer aan het Europees kampioenschap en driemaal aan de Olympische Winterspelen (in 1928, 1932 en 1936). Hij werd tijdens deze kampioenschappen vier keer wereldkampioen, vier keer Europees kampioen en viermaal Olympische kampioen. Tevens werd hij vijf keer Noors allround kampioen.
Hij wist drie titels te winnen bij de Winterspelen van 1936 in Garmisch-Partenkirchen: verrassend won hij de 500 meter en 5000 meter en 10.000 meter. Zijn eerste gouden medaille won hij al acht jaar eerder op de 5000 meter bij de Winterspelen van 1928. Verder won hij brons (1500 m) in 1928 en een zilveren medaille op de 10.000 meter tijdens de Winterspelen van 1932. Hij zou een favoriet voor een titel tijdens de spelen van 1932 zijn geweest als de wedstrijden op de normale manier tegen de klok waren gehouden en niet op de Amerikaanse manier met alle deelnemers tegelijk op de baan.
Zijn internationale debuut maakte hij als 19-jarige jonge ster in 1924, dat was echter te laat om deel te kunnen nemen aan zijn eerste Olympische Spelen. Echter tijdens de wereldkampioenschappen in Helsinki wist hij op de 10.000 meter de kersverse Olympische kampioen Julius Skutnabb in een direct duel te verslaan. In 1930 wist hij Oscar Mathisen te onttronen als leider van de Adelskalender. Hij wist deze positie zeven jaar lang vast te houden, totdat Michael Staksrud hem van de eerste positie verdreef. Twee jaar later herwon hij de leiderspositie om hem drie jaar later in 1942 aan de Zweedse schaatser Åke Seyffarth weer af te staan.
Naast zijn vijf officiële wereldrecords wist hij in een testrace voor de Olympische Spelen in 1932 een 10.000 meter af te leggen in 16.46,4. Dat was 31 seconden sneller dan het wereldrecord op dat moment. Zijn tijd bleef de snelste tijd over 10.000 meter voor meer dan 20 jaar tot Hjalmar Andersen de tijd eindelijk verbeterde.

## Records

### Persoonlijke records
| Afstand      | Tijd    | Datum            | Baan         |
| ------------ | ------- | ---------------- | ------------ |
| 500 meter    | 42,7    | 31 januari 1939  | Sankt Moritz |
| 1000 meter   | 1.29,3  | 24 februari 1937 | Oslo         |
| 1500 meter   | 2.14,0  | 29 januari 1939  | Davos        |
| 3000 meter   | 4.49,6  | 29 januari 1935  | Davos        |
| 5000 meter   | 8.17,2  | 18 januari 1936  | Oslo         |
| 10.000 meter | 17.14,4 | 6 februari 1938  | Davos        |

### Wereldrecords
| Nr. | Afstand      | Tijd    | Datum           | Baan  |
| --- | ------------ | ------- | --------------- | ----- |
| 1.  | 5000 meter   | 8.24,2  | 19 januari 1929 | Davos |
| 2.  | 5000 meter   | 8.21,6  | 11 januari 1930 | Davos |
| 3.  | 3000 meter   | 4.49,6  | 29 januari 1935 | Davos |
| 4.  | 5000 meter   | 8.17,2  | 18 januari 1936 | Oslo  |
| 5.  | 10.000 meter | 17.14,4 | 6 februari 1938 | Davos |

#### Wereldrecords laaglandbaan (officieus)
| Nr. | Afstand    | Tijd   | Datum           | Baan |
| --- | ---------- | ------ | --------------- | ---- |
| 1.  | 5000 meter | 8.17,2 | 18 januari 1936 | Oslo |
| 2.  | 3000 meter | 4.51,8 | 25 januari 1936 | Oslo |

### Adelskalender
Ivar Ballangrund heeft twee periodes aan de top van de Adelskalender gestaan: eerst van 11 januari 1930 tot 31 januari 1937 (2577 dagen) en een tweede keer van 29 januari 1939 tot 31 januari 1942 (1098 dagen). In totaal heeft Ivar Ballangrund 3675 dagen aan de top van de Adelskalender gestaan.
Hieronder staan de persoonlijke records (PR's) waarmee Ivar Ballangrund aan de top van de Adelskalender kwam en de PR's die hij had staan toen hij van de eerste plek verdreven werd. Tevens zijn de gegevens weergegeven van de schaatsers die voor en na hem aan de top van de lijst stonden.
| Datum      | 500 m | 1500 m | 5000 m | 10.000 m | Punten  | Voorganger / Opvolger |
| ---------- | ----- | ------ | ------ | -------- | ------- | --------------------- |
| 14-01-1929 | 43,0  | 2.17,4 | 8.36,3 | 17.22,6  | 192,560 | Oscar Mathisen        |
| 11-01-1930 | 43,8  | 2.19,1 | 8.21,6 | 17.22,6  | 192,456 |                       |
| 02-02-1936 | 43,4  | 2.17,4 | 8.17,2 | 17.22,6  | 191,050 |                       |
| 31-01-1937 | 42,8  | 2.14,9 | 8.19,9 | 17.23,2  | 189,916 | Michael Staksrud      |
| 29-01-1939 | 43,2  | 2.14,0 | 8.17,2 | 17.14,4  | 189,306 |                       |
| 31-01-1939 | 42,7  | 2.14,0 | 8.17,2 | 17.14,4  | 188,806 |                       |
| 04-02-1942 | 43,2  | 2.14,2 | 8.13,7 | 17.07,5  | 188,678 | Åke Seyffarth         |

## Resultaten
| Jaar | NK allround | EK allround | WK allround | Olympische Spelen                        |
| ---- | ----------- | ----------- | ----------- | ---------------------------------------- |
| 1924 | 5           | 6e          | 5e          |                                          |
| 1925 |             |             |             |                                          |
| 1926 | Goud        |             | Goud        |                                          |
| 1927 | n/a         | Brons       |             |                                          |
| 1928 |             | 4e          | Zilver      | 1500m · 5000m                            |
| 1929 | Goud        | Goud        | Zilver      |                                          |
| 1930 | Goud        | Goud        | Zilver      |                                          |
| 1931 | n/a         |             | Brons       |                                          |
| 1932 | Zilver      |             | Goud        | 3e in 2e heat 1500m · 5e 5000m · 10.000m |
| 1933 |             | Goud        | Brons       |                                          |
| 1934 | 4e          | 4e          | Brons       |                                          |
| 1935 | Zilver      |             | Zilver      |                                          |
| 1936 | Goud        | Goud        | Goud        | 500m · 1500m · 5000m · 10.000m           |
| 1937 | n/a         |             |             |                                          |
| 1938 |             | Brons       | Goud        |                                          |
| 1939 | Goud        |             | 4e          |                                          |

### Medaillespiegel
| Kampioenschap     | Goud · | Zilver · | Brons · |
| ----------------- | ------ | -------- | ------- |
| EK allround       | 4      | 0        | 2       |
| WK allround       | 4      | 4        | 3       |
| Olympische Spelen | 4      | 2        | 1       |

Rudolf Ericson · Peder Østlund · Jaap Eden · Oscar Mathisen · Ivar Ballangrud · Michael Staksrud · Åke Seyffarth · Nikolaj Mamonov · Hjalmar Andersen · Boris Sjilkov · Dmitri Sakoenenko · Juhani Järvinen · Knut Johannesen · Jonny Nilsson · Per Ivar Moe · Eduard Matoesevitsj · Ard Schenk · Kees Verkerk · Magne Thomassen · Hans van Helden · Vladimir Lobanov · Jan Egil Storholt · Sergej Martsjoek · Vladimir Belov · Eric Heiden · Viktor Sjasjerin · Andrej Bobrov · Nikolaj Goeljajev · Michael Hadschieff · Eric Flaim · Johann Olav Koss · Falko Zandstra · Rintje Ritsma · Gianni Romme · Jochem Uytdehaage · Chad Hedrick · Sven Kramer · Shani Davis · Patrick Roest
1924: Charles Jewtraw ·
1928: Clas Thunberg/Bernt Evensen ·
1932: Jack Shea ·
1936: Ivar Ballangrud ·
1948: Finn Helgesen ·
1952: Ken Henry ·
1956: Jevgeni Grisjin ·
1960: Jevgeni Grisjin ·
1964: Richard McDermott ·
1968: Erhard Keller ·
1972: Erhard Keller ·
1976: Jevgeni Koelikov ·
1980: Eric Heiden ·
1984: Sergej Fokitsjev ·
1988: Uwe-Jens Mey ·
1992: Uwe-Jens Mey ·
1994: Aleksandr Goloebev ·
1998: Hiroyasu Shimizu ·
2002: Casey FitzRandolph ·
2006: Joey Cheek ·
2010: Mo Tae-bum ·
2014: Michel Mulder ·
2018: Håvard Holmefjord Lorentzen ·
2022: Gao Tingyu
1924: Clas Thunberg ·
1928: Ivar Ballangrud ·
1932: Irving Jaffee ·
1936: Ivar Ballangrud ·
1948: Reidar Liaklev ·
1952: Hjalmar Andersen ·
1956: Boris Sjilkov ·
1960: Viktor Kositsjkin ·
1964: Knut Johannesen ·
1968: Fred Anton Maier ·
1972: Ard Schenk ·
1976: Sten Stensen ·
1980: Eric Heiden ·
1984: Tomas Gustafson ·
1988: Tomas Gustafson ·
1992: Geir Karlstad ·
1994: Johann Olav Koss ·
1998: Gianni Romme ·
2002: Jochem Uytdehaage ·
2006: Chad Hedrick ·
2010: Sven Kramer ·
2014: Sven Kramer ·
2018: Sven Kramer ·
2022: Nils van der Poel
1924: Julius Skutnabb ·
1928: afgelast ·
1932: Irving Jaffee ·
1936: Ivar Ballangrud ·
1948: Åke Seyffarth ·
1952: Hjalmar Andersen ·
1956: Sigge Ericsson ·
1960: Knut Johannesen ·
1964: Jonny Nilsson ·
1968: Johnny Höglin ·
1972: Ard Schenk ·
1976: Piet Kleine ·
1980: Eric Heiden ·
1984: Igor Malkov ·
1988: Tomas Gustafson ·
1992: Bart Veldkamp ·
1994: Johann Olav Koss ·
1998: Gianni Romme ·
2002: Jochem Uytdehaage ·
2006: Bob de Jong ·
2010: Lee Seung-hoon ·
2014: Jorrit Bergsma ·
2018: Ted-Jan Bloemen ·
2022: Nils van der Poel
Onofficiële Europese kampioenschappen

1891: Onbeslist ·
1892: Onbeslist · 
1946: Göthe Hedlund 

Officiële Europese kampioenschappen

1893: Rudolf Ericson · 
1894: Onbeslist ·
1895: Alfred Næss · 
1896: Julius Seyler · 
1897: Julius Seyler · 
1898: Gustaf Estlander · 
1899: Peder Østlund · 
1900: Peder Østlund · 
1901: Rudolf Gundersen · 
1902: Johan Schwartz · 
1903: Onbeslist ·
1904: Rudolf Gundersen · 
1905: Johan Vikander · 
1906: Rudolf Gundersen · 
1907: Moje Öholm · 
1908: Moje Öholm · 
1909: Oscar Mathisen · 
1910: Nikolaj Stroennikov · 
1911: Nikolaj Stroennikov · 
1912: Oscar Mathisen · 
1913: Vasilij Ippolitov · 
1914: Oscar Mathisen · 
1922: Clas Thunberg · 
1923: Harald Strøm · 
1924: Roald Larsen · 
1925: Otto Polacsek · 
1926: Julius Skutnabb · 
1927: Bernt Evensen · 
1928: Clas Thunberg · 
1929: Ivar Ballangrud · 
1930: Ivar Ballangrud · 
1931: Clas Thunberg · 
1932: Clas Thunberg · 
1933: Ivar Ballangrud · 
1934: Michael Staksrud · 
1935: Karl Wazulek · 
1936: Ivar Ballangrud · 
1937: Michael Staksrud · 
1938: Charles Mathiesen · 
1939: Alfons Bērziņš · 
1947: Åke Seyffarth · 
1948: Reidar Liaklev · 
1949: Sverre Farstad · 
1950: Hjalmar Andersen · 
1951: Hjalmar Andersen · 
1952: Hjalmar Andersen · 
1953: Kees Broekman · 
1954: Boris Sjilkov · 
1955: Sigge Ericsson · 
1956: Jevgeni Grisjin · 
1957: Oleg Gontsjarenko · 
1958: Oleg Gontsjarenko · 
1959: Knut Johannesen · 
1960: Knut Johannesen · 
1961: Viktor Kositsjkin · 
1962: Robert Merkoelov · 
1963: Nils Egil Aaness · 
1964: Ants Antson · 
1965: Eduard Matoesevitsj · 
1966: Ard Schenk · 
1967: Kees Verkerk · 
1968: Fred Anton Maier · 
1969: Dag Fornæss · 
1970: Ard Schenk · 
1971: Dag Fornæss · 
1972: Ard Schenk · 
1973: Göran Claeson · 
1974: Göran Claeson · 
1975: Sten Stensen · 
1976: Kay Arne Stenshjemmet · 
1977: Jan Egil Storholt · 
1978: Sergej Martsjoek · 
1979: Jan Egil Storholt · 
1980: Kay Arne Stenshjemmet · 
1981: Amund Sjøbrend · 
1982: Tomas Gustafson · 
1983: Hilbert van der Duim · 
1984: Hilbert van der Duim · 
1985: Hein Vergeer · 
1986: Hein Vergeer · 
1987: Nikolaj Goeljajev · 
1988: Tomas Gustafson · 
1989: Leo Visser · 
1990: Bart Veldkamp · 
1991: Johann Olav Koss · 
1992: Falko Zandstra · 
1993: Falko Zandstra · 
1994: Rintje Ritsma · 
1995: Rintje Ritsma · 
1996: Rintje Ritsma · 
1997: Ids Postma · 
1998: Rintje Ritsma · 
1999: Rintje Ritsma · 
2000: Rintje Ritsma · 
2001: Dmitri Sjepel · 
2002: Jochem Uytdehaage · 
2003: Gianni Romme · 
2004: Mark Tuitert · 
2005: Jochem Uytdehaage · 
2006: Enrico Fabris · 
2007: Sven Kramer · 
2008: Sven Kramer · 
2009: Sven Kramer · 
2010: Sven Kramer · 
2011: Ivan Skobrev · 
2012: Sven Kramer · 
2013: Sven Kramer · 
2014: Jan Blokhuijsen · 
2015: Sven Kramer · 
2016: Sven Kramer · 
2017: Sven Kramer · 
2019: Sven Kramer · 
2021: Patrick Roest · 
2023: Patrick Roest · 
2025: Sander Eitrem
- Gemeinsame Normdatei: 1050420330
- International Standard Name Identifier: 0000 0004 3429 0122
- Virtual International Authority File: 260149196478474791609